# Joaquim António Peres Fontanes
Joaquim Antonio Peres Fontanes (Santiago de Compostela, Conxo, 2 de novembro de 1750 — Lisboa, 1818) foi um organeiro estabelecido em Lisboa durante os fins do século XVIII e princípios do século XIX. Construiu nas suas oficinas alguns dos mais belos órgãos ibéricos que se conhecem, entre os quais três dos seis órgãos históricos da Real Basílica de Mafra.